# Intel ICH
Intel ICH ist die umgangssprachliche Bezeichnung für einen I/O Controller Hub (ICH), speziell Integrierte Schaltkreise (Mikrochips) der Typenreihe Intel 82801. Es handelt sich um hochintegrierte Schaltkreise, die beispielsweise in BGA-Gehäusen untergebracht sind (ICH9M-SSF z. B. 16 × 16 mm mit 569 Lotperlen).
Der Begriff wird von der Firma Intel als Synonym für Southbridge (eine Komponente der Computer-Architektur) benutzt.

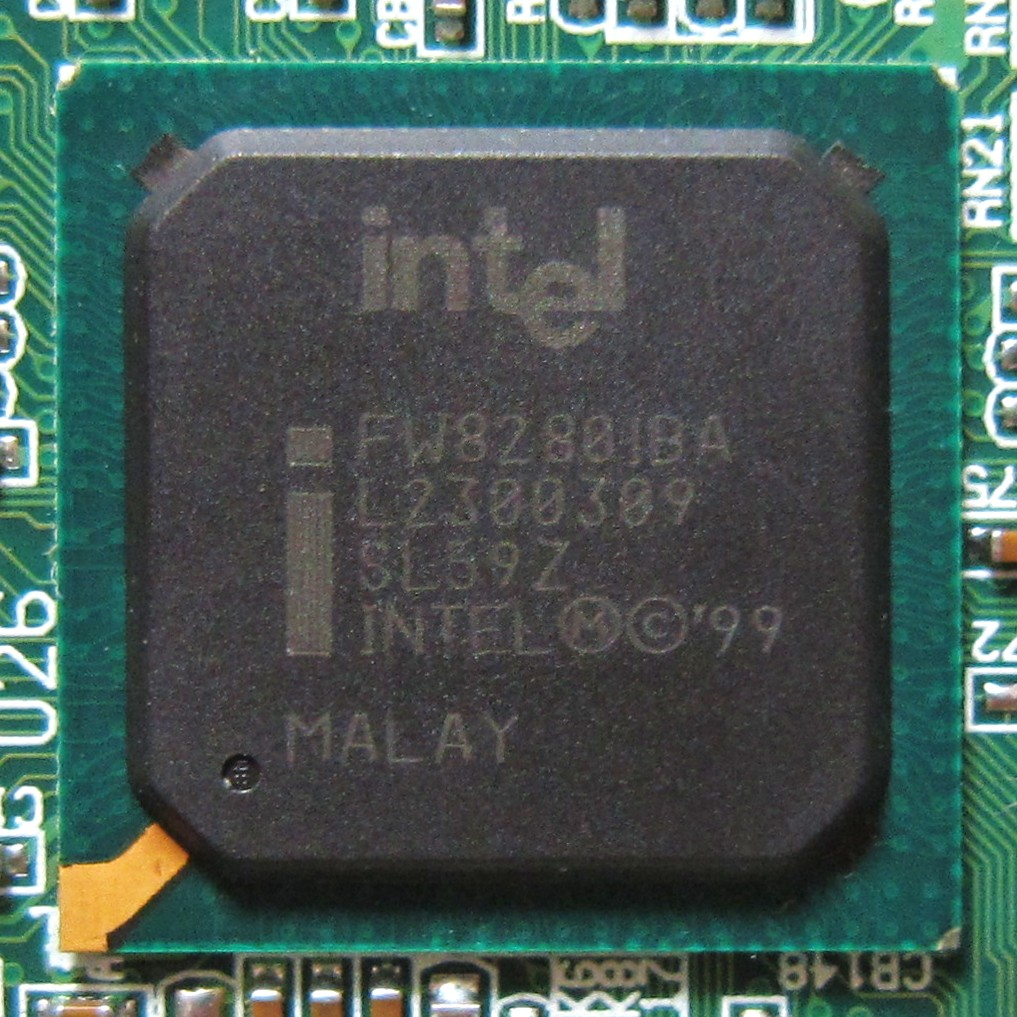
Intel 82801 (ICH2)

## Hintergründe
Der i82801 wurde 1998 von Intel als Southbridge für zukünftige Chipsätze nach der Zeit der sehr erfolgreichen BX-Northbridge 82443 entwickelt. Anders als sein Vorgänger 82371 (PIIX) ist der 82801 nicht mehr über einen internen PCI-Bus mit 133 MByte/s, sondern über eine proprietäre Schnittstelle, die von Intel Hub Interface genannt wurde, mit 266 MByte/s (Busbreite 8 Bit) an seine Northbridge angeschlossen. Das Hub-Interface ist eine Punkt-zu-Punkt-Verbindung zwischen verschiedenen Komponenten auf der Hauptplatine. Hintergedanke war, weg von der starren Nord-Süd-Achse auf der Hauptplatine hin zu einer eher sternförmig orientierten Struktur zu kommen. Parallel zum ICH wurden daher zahlreiche weitere „Hubs“ entwickelt: Die bisherige Northbridge wurde zum Memory Controller Hub (MCH). Wenn sie zusätzlich einen Grafikkern integriert, spricht man vom Graphics and Memory Controller Hub (GMCH).
Für den Server-Einsatz konnte der ICH über das Hub Interface um den Chip 82806 ergänzt werden, der zusätzliche PCI-64-Ports bereitstellt. Der klassische BIOS-Flashbaustein wurde mit einem Hardware-Zufallszahlengenerator (basierend auf thermischem Rauschen) aufgewertet und fortan Firmware Hub (FWH) genannt. Mit der neuen Northbridge 82820 setzte Intel voll auf das damals ebenso moderne wie teure Rambus DRAM. Um auf Server-Hauptplatinen mehr Arbeitsspeicher unterbringen zu können, gab es den 82803 Memory Repeater Hub (MRH), mit dem ein Rambus-Kanal auf zwei Kanäle aufgesplittet werden kann. Auf Druck der Hauptplatinen-Hersteller wurden ein Memory Translator Hub (MTH) und ein MRH-S entwickelt, um dennoch weiterhin Hauptplatinen für SDRAM bauen zu können. Die Chips funktionierten jedoch nie völlig problemfrei und mussten schließlich begraben werden.

## Produktgeschichte

### ICH

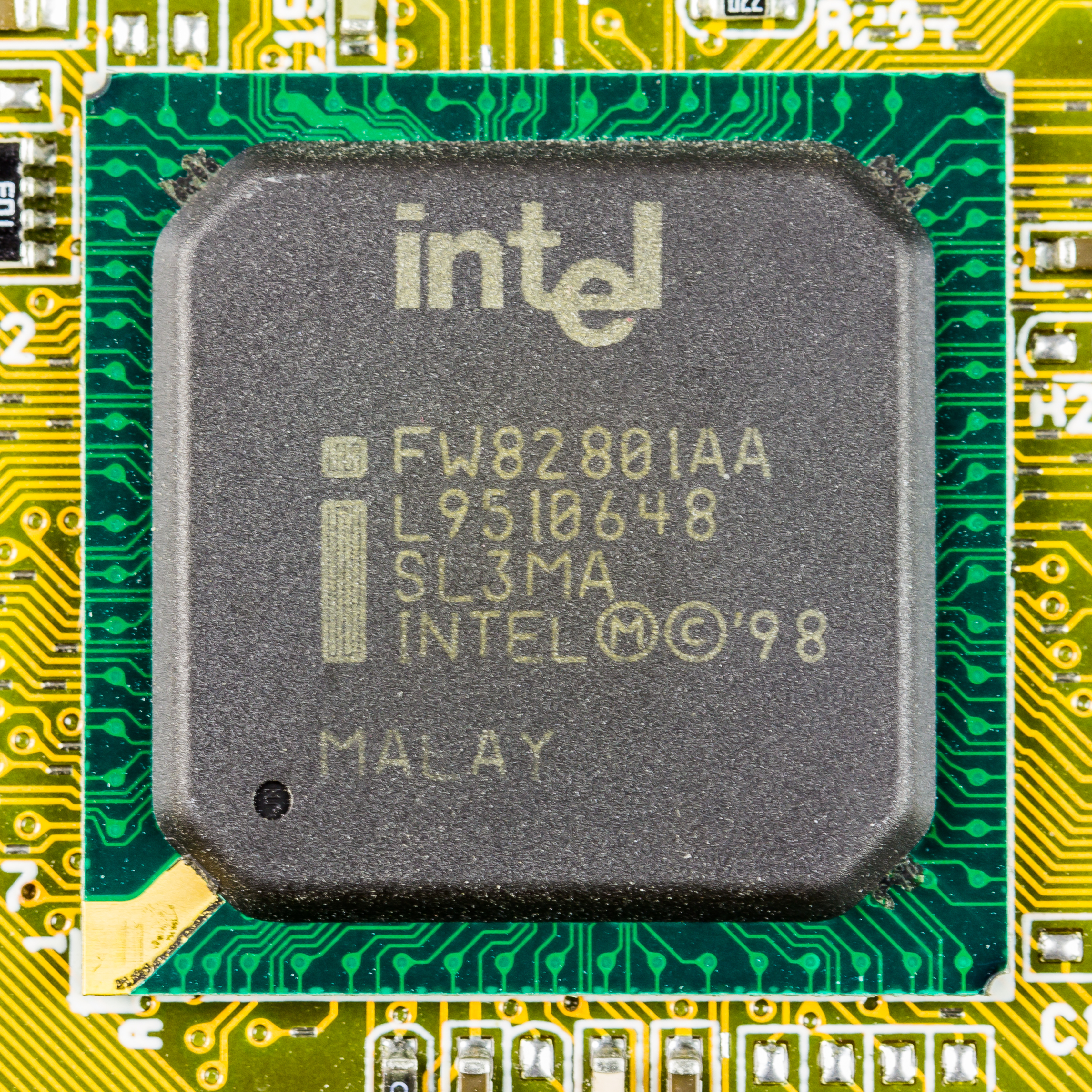
82801AA

Die erste Version des ICH (82801AA) hat 241 Pins und unterstützt bis zu sechs PCI-Geräte, ATA/66, zwei USB-1.1-Ports und die damals noch jungen Standards ACPI und APIC. Erstmals wurde eine AC97-basierte 3-Kanal-Soundlösung in die Southbridge integriert. Da es keine PCI-Verbindung mehr zwischen North- und Southbridge gab, wurde der PCI-Arbiter in den ICH verlegt. Zur damaligen Zeit verfolgten Intel und Microsoft mit Nachdruck die Legacy-free-Initiative, in deren Rahmen man veraltete Schnittstellen wie den ISA-Bus und RS-232 durch moderne Anschlüsse ersetzen wollte. „Altlasten“ wie ISA-Bus, Super-I/O-Chips (für Tastatur, Maus, parallele Schnittstellen etc.) lassen sich über eine standardisierte LPC-Schnittstelle an den ICH anschließen. Auch der bereits angesprochene Firmware Hub fand hier seinen Platz.

### ICH0
Für den Einsatz auf Niedrigpreis-Hauptplatinen mit i810-Northbridge entwickelte Intel eine abgespeckte Variante des ICH, den ICH0 (82801AB). Er ist auf ATA/33 und vier PCI-Geräte beschränkt und beherrscht kein Wake on LAN.

### ICH2
Im Jahr 2000 hatte Intel mit der Northbridge i820 Schiffbruch erlitten. Die Kunden waren nicht bereit, die hohen Preise für RDRAM zu bezahlen und kauften entweder billige i810-Hauptplatinen oder wechselten zur Konkurrenz. Besonders VIA Technologies konnte mit den Apollo-Pro-Chipsätzen einige Erfolge feiern.
Die eilig entwickelte Northbridge i815 für PC-133 SDRAM wurde Intels Rettungsanker im Mittelklasse-Segment. Ihr konnte wahlweise der ICH oder der neue ICH2 (82801BA) mit 360 Pins zur Seite gestellt werden. Erstmals wurde ein Fast-Ethernet-Chip (82559) in die Southbridge integriert, der jedoch einen externen PHY-Chip benötigte, um die Verbindung nach außen herstellen zu können. Die ATA/ATAPI-Schnittstelle wurde auf ATA/100 beschleunigt und die Anzahl der USB-Anschlüsse auf vier verdoppelt. Der Soundchip beherrscht nun 6-Kanal-Klang.
Von diesem Chip gab es auch eine mobile Variante ICH2-M (82801BAM), die ihren Teil zur Verlängerung der Akkulaufzeiten in Notebooks beiträgt. Sie unterstützt einige weitere ACPI-Energiesparmodi, die über die normalen Fähigkeiten des 82801BA hinausgehen, Intels SpeedStep, und kann den Takt der angeschlossenen PCI-Geräte bei Bedarf senken, um noch mehr Energie zu sparen.

### ICH3
Der 2001 erschienene ICH3 war in einer Server-Version ICH3-S (82801CA) im Gespann mit der Northbridge E7501 und in der Mobilversion ICH3-M (82801CAM) erhältlich, die mit den Northbridges i830 und später der Mobile-i845 verkauft wurde. Es existiert keine Variante für Desktop-Hauptplatinen. Im Vergleich zum ICH2 beschränken sich die Änderungen auf Details: Der ATA/ATAPI-Controller unterstützt jetzt den Native Mode, es können bis zu sechs USB-1.1-Geräte angeschlossen werden, SMBus 2.0 und die neueste SpeedStep-Version werden unterstützt, und nicht benötigte Geräte können im laufenden Betrieb abgeschaltet werden. Der Chip hat 421 Pins.

### ICH4
Der ICH4 (82801DB) war Intels Southbridge für das Jahr 2002. Wichtigste Neuerung war die Unterstützung von USB 2.0 auf allen sechs Ports. Der Soundchip wurde überarbeitet und entsprach der neuesten AC97-Spezifikation, Version 2.3. Wie die Vorgängergeneration hat der ICH4 421 Pins. Von dieser Southbridge gab es erneut eine Mobilversion ICH4-M (82801DBM).

### ICH5
Mit den Northbridges i865 und i875 wurde 2003 der ICH5 (82801EB) eingesetzt. Neu war ein integrierter Serial-ATA-(SATA)-Hostcontroller. Die Variante ICH5R (82801ER) beherrscht zusätzlich das Intel-spezifische Matrix-RAID mit RAID 0 und RAID 1 auf den SATA-Ports. Es stehen acht USB-2.0-Ports zur Verfügung. Der Chip unterstützt nun vollständig ACPI 2.0. Er hat 460 Pins.
Das 1999 eingeführte Hub-Interface mit einer Datenrate von 266 MByte/s entwickelte sich zunehmend zum Flaschenhals. In der neuen Chipsatz-Generation bot Intel daher einen optionalen Port von einem Gigabit-Ethernet-Controller direkt zum MCH an. Ziel dieser Communication Streaming Architecture genannten Technik war einerseits, die Latenzen für Gigabit-LAN durch direkten Speicherzugang zu verringern, und anderseits das an die Grenzen seiner Leistungsfähigkeit stoßende Hub-Interface zwischen ICH und MCH so weit wie möglich für Festplatten- und PCI-Datenverkehr freizuhalten.
Seit Mitte 2004 bemerkten vor allem die großen Hauptplatinen-Hersteller eine erhöhte Reklamationsquote bei mit ICH5 ausgestatteten Hauptplatinen. Ursache war die ungenügende ESD-Festigkeit bestimmter ICH5-Chargen. Insbesondere beim Anschluss von USB-Geräten über Frontpanels starben die Chips reihenweise durch Entladungen statischer Elektrizität. Intel reagierte später auf das Problem, indem nur noch ICH5 mit erhöhter ESD-Toleranz ausgeliefert wurden. Unabhängig davon sind effektive ESD-Schutzmaßnahmen an USB-Ports aber ohnehin nur schwer und unter Kostenaufwand zu realisieren, da sie leicht auf die Signalqualität des USB-2.0-Highspeed-Signals durchschlagen können. Bei Frontpanel-USB-Anschlüssen werden die notwendigen hochqualitativen Sicherungen daher auch gerne aus Kostengründen weggelassen.

### ICH6
Der ICH6 (82801FB) war Intels erste PCI-Express-Southbridge. Er stellt vier PCI-Express-x1-Ports zur Verfügung. Schnelle x16-Ports für PEG-Grafikkarten waren im MCH untergebracht. Der Flaschenhals Hub-Interface wurde durch ein neues Direct Media Interface (DMI) mit 1 GByte/s pro Richtung ersetzt. Neu ist Unterstützung für HDA. Aber auch AC97 und das klassische PCI 2.3 werden noch im gewohnten Umfang unterstützt. Den zwei zusätzlichen SATA-Ports fiel allerdings ein ATA/ATAPI-Kanal zum Opfer. Die Variante ICH6R (82801FR) unterstützt wie gehabt das Intel-spezifische Matrix RAID mit RAID 0, RAID 1 sowie zusätzlich RAID 10. Der SATA-Controller des ICH6R und der Mobilversion des ICH6, dem ICH6-M (82801FBM), beherrscht AHCI. Die Chips haben 652 Pins.
Ursprünglich hatte Intel geplant, zwei weitere Varianten unter den Namen ICH6W und ICH6RW auf den Markt zu bringen, die einen Software-Accesspoint für Wireless-LAN enthalten sollten. Diese Chips sind schlussendlich nicht erschienen.

### ICH7

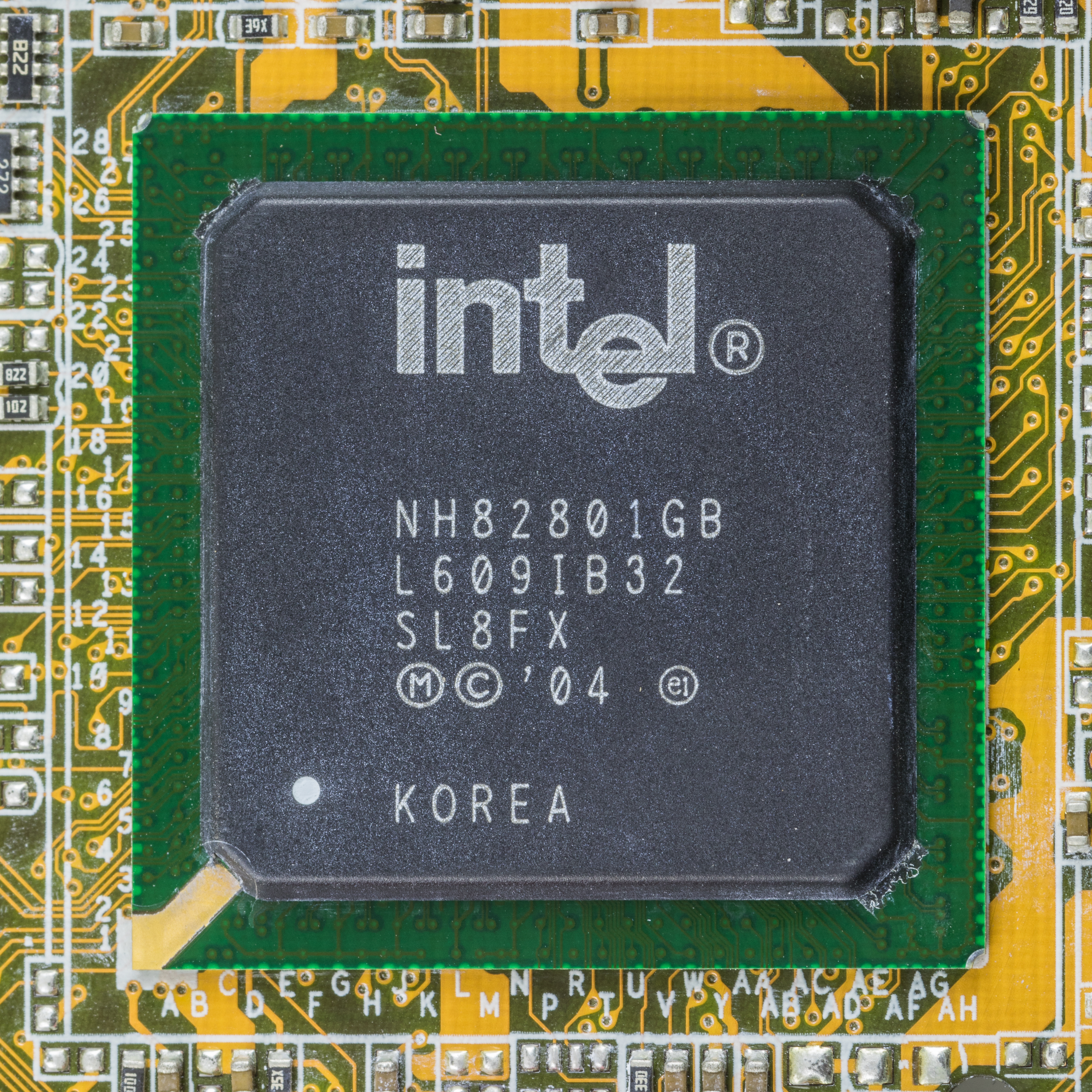
ICH7 NH82801GB

Der ICH7 (82801GB) kam ab Mitte 2005 gemeinsam mit Intels neuestem Highend-MCH zum Einsatz, dem i955X. Neu hinzugekommen sind zwei zusätzliche PCI-Express-x1-Ports, ein beschleunigter SATA-Controller für bis zu 300 MB/s Übertragungsrate sowie Unterstützung für Intels Active Management Technology. Der ICH7R (82801GR) beherrscht nun zusätzlich auch RAID 5.
Auch der ICH7 ist in einer „mobile“ Variante erhältlich, als ICH7-M (82801GBM) und ICH7-M DH (Digital Home) als 82801GHM, des Weiteren die Variante ICH7-U (Ultra) als 82801GU. Die „mobile“ Varianten unterstützen kein SATA-II.

### ICH8

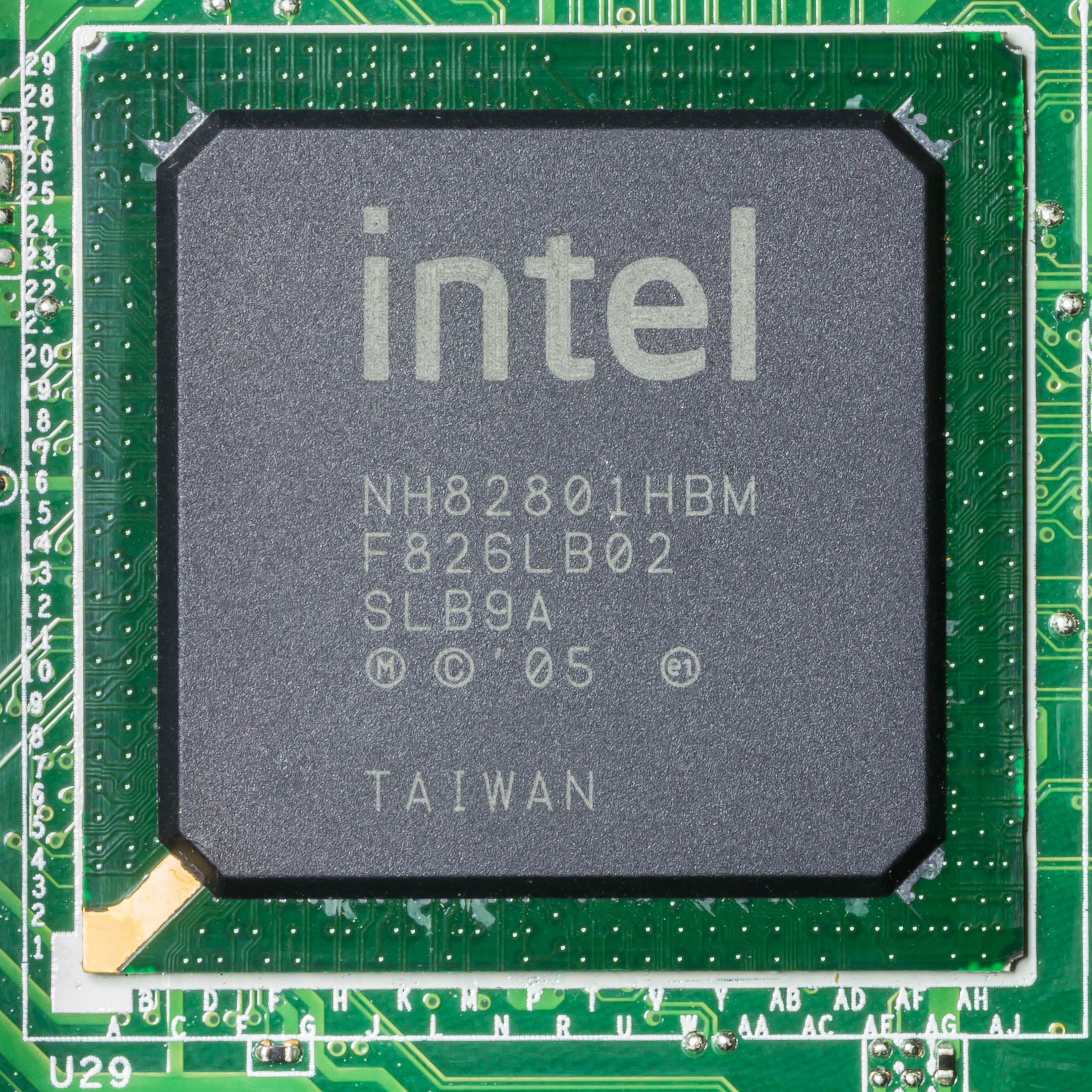
ICH8 NH82801HBM

Der ICH8 (6/2006) wird in vier verschiedenen Versionen angeboten und ist die Southbridge zu den 965er Chips von Intel. Mit dem ICH8 wird – außer bei der Mobilvariante – endgültig auf das althergebrachte ATA/ATAPI-Interface und AC97 verzichtet. In der Praxis möchten die meisten Mainboard-Hersteller ATA/ATAPI allerdings noch unterstützen und bieten entsprechende Anschlussmöglichkeiten über zusätzliche Chips von JMicron oder Marvell.
Als erster ICH beherrscht der ICH8 eSATA und Gigabit-Ethernet (vormals im MCH untergebracht). Die Basisversion ICH8 (82801HB) besitzt nur vier SATA-II-Ports. Der ICH8R (82801HR), der natürlich RAID bietet, hat, wie auch die restlichen Chips, die Möglichkeit, sechs SATA-Geräte anzuschließen. Zusätzlich verfügt der ICH8DH (82801HDH) – Digital Home – über Quick Resume und kommt zusammen mit dem P965 bzw. G965 in Viiv-zertifizierten Systemen zum Einsatz. Der ICH8DO (82801HDO) – Digital Office – bildet zusammen mit Northbridge Q965 die Grundlage für vPro.

### ICH9

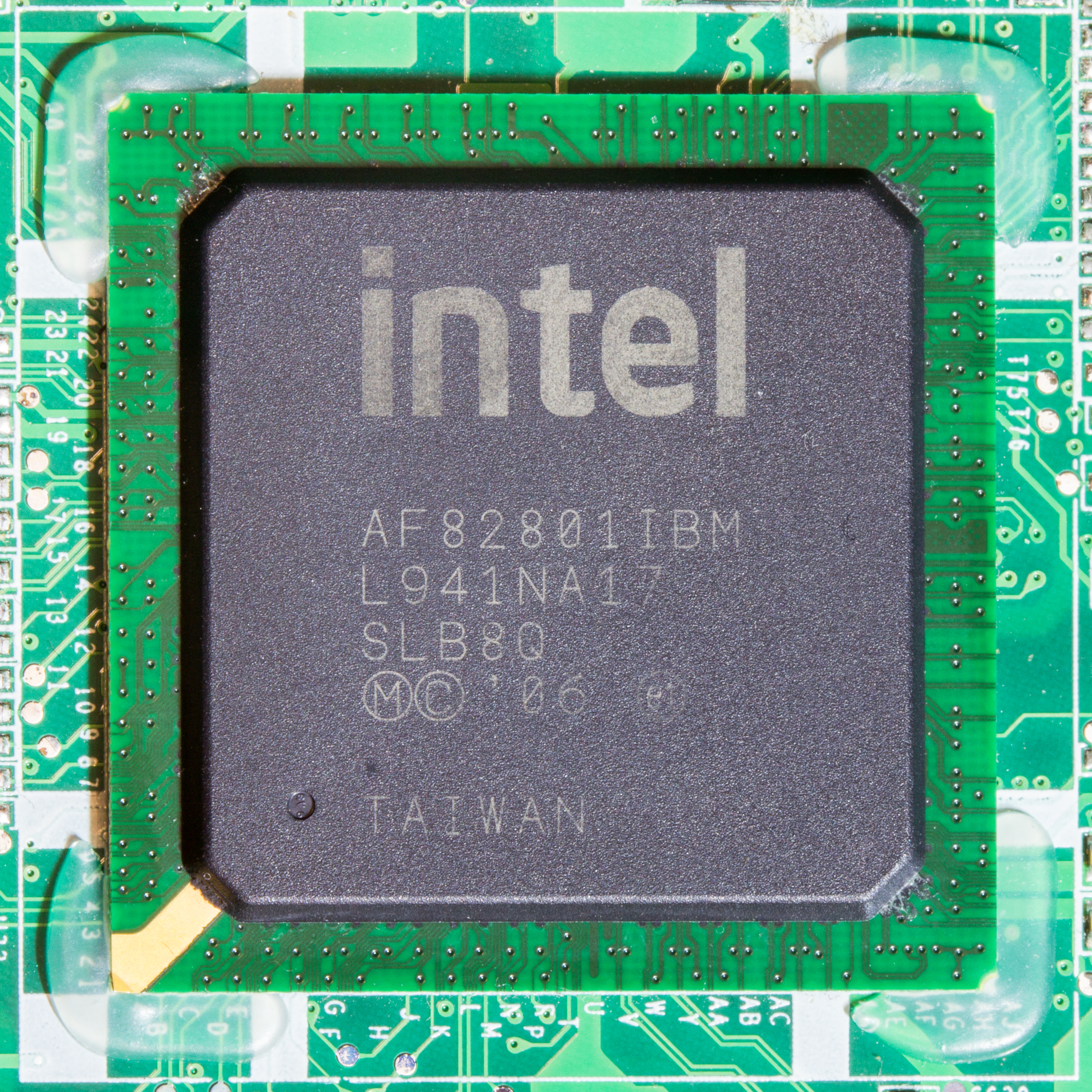
ICH9 AF82801IBM

Der ICH9R (82801IR) kam im Mai 2007 im Chipsatz P35 auf den Markt. Er bietet genauso wie der ICH8 keine ATA/ATAPI-Ports mehr, in der Praxis möchten die meisten Mainboard-Hersteller ATA/ATAPI allerdings nach wie vor unterstützen und bieten entsprechende Anschlussmöglichkeiten (wie schon beim ICH8) über zusätzliche Chipsätze.

### ICH10
Der ICH10 startet 2008 in Verbindung mit dem Intel Chipsatz P45. Große Neuerungen zum Vorgänger ICH9 sind nicht vorhanden, weshalb der Highend-Chipsatz X48 noch auf den ICH9 setzt.

## Kombinationen
Obwohl jeder ICH mit fast jedem MCH kombiniert werden kann, haben sich typische Kombinationen manifestiert:
- ICH: i810, i820, i840, i815
- ICH0: i810, i815
- ICH2: i815, i845, i850, i860
- ICH3: i830, E7500, E7501
- ICH4: i845, E7205, E7505
- ICH5: i848, i865, i875,
- ICH6: i910, i915, i925
- ICH7: i945, i946, i955, i975, G31, G41
- ICH8: G965, P965, Q965, G35,
- ICH9: G33, Q33, Q35, X38, P35, X48
- ICH10: P43, P45, X58, G45, Q45

## Modellübersicht
| Modell    | Produktion | PATA       | SATA               | RAID-Modi   | AHCI | USB         | PCI-Slots | Ethernet     | Audio | TDP   | Sonstiges          |
| --------- | ---------- | ---------- | ------------------ | ----------- | ---- | ----------- | --------- | ------------ | ----- | ----- | ------------------ |
| ICH       | k. A.      | 4× ATA-66  | -                  | -           | ?    | 2× USB 1.1  | 6         | -            | AC97  | k. A. | -                  |
| ICH0      | k. A.      | 4× ATA-33  | -                  | -           | ?    | 2× USB 1.1  | 4         | -            | AC97  | k. A. | -                  |
| ICH2      | k. A.      | 4× ATA-100 | -                  | -           | ?    | 4× USB 1.1  | 6         | 1× 100 MBit  | AC97  | k. A. | -                  |
| ICH2-M    | k. A.      | 4× ATA-100 | -                  | -           | ?    | 4× USB 1.1  | 6         | 1× 100 MBit  | AC97  | k. A. | SpeedStep          |
| ICH3-S    | k. A.      | 4× ATA-100 | -                  | -           | ?    | 6× USB 1.1  | 6         | 1× 100 MBit  | AC97  | k. A. | -                  |
| ICH3-M    | k. A.      | 4× ATA-100 | -                  | -           | ?    | 6× USB 1.1  | 6         | 1× 100 MBit  | AC97  | k. A. | SpeedStep          |
| ICH4      | k. A.      | 4× ATA-100 | -                  | -           | ?    | 6× USB 2.0  | 6         | 1× 100 MBit  | AC97  | k. A. | -                  |
| ICH4-M    | k. A.      | 4× ATA-100 | -                  | -           | ?    | 6× USB 2.0  | 6         | 1× 100 MBit  | AC97  | k. A. | SpeedStep          |
| ICH5      | 180 nm     | 4× ATA-100 | 2× SATA-I          | -           | ?    | 8× USB 2.0  | 6         | 1× 100 MBit  | AC97  | 2,4 W | -                  |
| ICH5R     | 180 nm     | 4× ATA-100 | 2× SATA-I          | 0, 1        | ?    | 8× USB 2.0  | 6         | 1× 100 MBit  | AC97  | 2,4 W | -                  |
| ICH6      | 180 nm     | 2× ATA-100 | 4× SATA-I          | -           | ?    | 8× USB 2.0  | 6         | 1× 100 MBit  | HDA   | 3,8 W | -                  |
| ICH6R     | 180 nm     | 2× ATA-100 | 4× SATA-I          | 0, 1, 10    | Y    | 8× USB 2.0  | 6         | 1× 100 MBit  | HDA   | 3,8 W | -                  |
| ICH6-M    | 180 nm     | 2× ATA-100 | 4× SATA-I          | -           | Y    | 8× USB 2.0  | 6         | 1× 100 MBit  | HDA   | 3,8 W | SpeedStep          |
| ICH7      | 130 nm     | 2× ATA-100 | 4× SATA-II         | -           | N    | 8× USB 2.0  | 6         | 1× 100 MBit  | HDA   | 3,3 W | -                  |
| ICH7DH    |            |            |                    |             | Y    |             |           |              |       |       |                    |
| ICH7R     | 130 nm     | 2× ATA-100 | 4× SATA-II         | 0, 1, 10, 5 | Y    | 8× USB 2.0  | 6         | 1× 100 MBit  | HDA   | 3,3 W | -                  |
| ICH7-U    |            | 1× ATA-100 |                    |             | N    |             |           |              |       |       |                    |
| ICH7-M DH |            |            |                    |             | Y    |             |           |              |       |       |                    |
| ICH7-M    |            | 1× ATA-100 | 2× SATA-I          |             | Y    |             |           |              |       |       |                    |
| ICH8      | 130 nm     | -          | 4× SATA-II         | -           | (Y)* | 8× USB 2.0  | 6         | 1× 1000 MBit | HDA   | 4,1 W | -                  |
| ICH8R     | 130 nm     | -          | 6× SATA-II         | 0, 1, 10, 5 | Y    | 8× USB 2.0  | 6         | 1× 1000 MBit | HDA   | 4,1 W | -                  |
| ICH8DH    | 130 nm     | -          | 6× SATA-II         | 0, 1, 10, 5 | ?    | 8× USB 2.0  | 6         | 1× 1000 MBit | HDA   | 4,1 W | Viiv               |
| ICH8DO    | 130 nm     | -          | 6× SATA-II         | 0, 1, 10, 5 | ?    | 8× USB 2.0  | 6         | 1× 1000 MBit | HDA   | 4,1 W | vPro               |
| ICH9      | 130 nm     | -          | 4× SATA-II         | -           | (Y)* | 12× USB 2.0 | 6         | 1× 1000 MBit | HDA   | 4,3 W | -                  |
| ICH9R     | 130 nm     | -          | 4× oder 6× SATA-II | 0, 1, 10, 5 | Y    | 12× USB 2.0 | 6         | 1× 1000 MBit | HDA   | 4,3 W | Intel Turbo Memory |
| ICH9DH    | 130 nm     | -          | 4× oder 6× SATA-II | -           | ?    | 12× USB 2.0 | 6         | 1× 1000 MBit | HDA   | 4,3 W | -                  |
| ICH9DO    | 130 nm     | -          | 4× oder 6× SATA-II | 0, 1, 10, 5 | ?    | 12× USB 2.0 | 6         | 1× 1000 MBit | HDA   | 4,3 W | Intel Turbo Memory |
| ICH10     | 130 nm     | -          | 6× SATA-II         | -           | ?    | 12× USB 2.0 | 6         | 1× 1000 MBit | HDA   | 4,5 W | -                  |
| ICH10R    | 130 nm     | -          | 6× SATA-II         | 0, 1, 10, 5 | Y    | 12× USB 2.0 | 6         | 1× 1000 MBit | HDA   | 4,5 W | Intel Turbo Memory |

(* AHCI vorhanden, aber nicht freigeschaltet (Lizenz/Marketing), siehe u. a. ASUS P5K (ICH9 – im ersten BIOS war AHCI noch vorhanden, in den späteren nicht mehr); CrossFlash mit BIOS von ASUS P5KR möglich (ICH9R, ansonsten baugleich wie P5K))